# لازارو مارتينيز (منافس ألعاب قوى)
لازارو مارتينيز هو منافس ألعاب قوى كوبي، ولد في 11 نوفمبر 1962 في La Lisa ‏ في كوبا.

## وصلات خارجية
- لازارو مارتينيز (منافس ألعاب قوى) على موقع الاتحاد الدولي لألعاب القوى (الإنجليزية)
- لازارو مارتينيز (منافس ألعاب قوى) على موقع أوليمبيديا (الإنجليزية)